# Sanja Vicković
Sanja Vicković (Zagreb, Hrvatska, 22. svibnja 1988.) hrvatska je hokejašica na ledu i članica je hrvatske ženske reprezentacije.

## Karijera
Trenutno nastupa za najtrofejniji ženski hokejaški klub u Europi, AIK Solna, koji je četverostruki osvajač EWCC-a. Nastupe skuplja u 3 različite lige švedskog ženskog hokeja: elitnoj seriji, diviziji 1 i juniorskoj ligi. Kroz zadnje 2 godine, osvaja duplu krunu u juniorskoj ligi te treće i drugo mjesto u diviziji 1. Prije odlaska u Švedsku, jedna od ponajboljih hrvatskih hokejašica, igrala je za KHL Gric u EWHL-u te za HK Celje u slovenskoj ligi. Prve hokejaške korake napravila je u KHL Mladost 1998. godine.

Sa ženskom reprezentacijom je nastupila na 2 svjetska prvenstva: WWC Div IV 2007. godine kada osvaja zlatnu medalju te WWC DIV III 2008. godine osvojivši 3. mjesto.

## Statistika karijere
2010/2011 Division 1 Sverige : G 10 A 15 GP 28 P 25

2009/2010 Division 1 Sverige : G 5 A 10 GP 17 P 23